# Civrieux-d'Azergues
Civrieux-d'Azergues és un municipi francès situat al departament del Roine i a la regió d'Alvèrnia-Roine-Alps. L'any 2007 tenia 1.409 habitants.

## Demografia

### Població
El 2007 la població de fet de Civrieux-d'Azergues era de 1.409 persones. Hi havia 520 famílies de les quals 112 eren unipersonals (40 homes vivint sols i 72 dones vivint soles), 148 parelles sense fills, 216 parelles amb fills i 44 famílies monoparentals amb fills.
La població ha evolucionat segons el següent gràfic:
Habitants censats

### Habitatges
El 2007 hi havia 570 habitatges, 528 eren l'habitatge principal de la família, 17 eren segones residències i 25 estaven desocupats. 464 eren cases i 104 eren apartaments. Dels 528 habitatges principals, 366 estaven ocupats pels seus propietaris, 155 estaven llogats i ocupats pels llogaters i 7 estaven cedits a títol gratuït; 7 tenien una cambra, 30 en tenien dues, 115 en tenien tres, 137 en tenien quatre i 239 en tenien cinc o més. 451 habitatges disposaven pel capbaix d'una plaça de pàrquing. A 218 habitatges hi havia un automòbil i a 277 n'hi havia dos o més.

### Piràmide de població
La piràmide de població per edats i sexe el 2009 era:
| Homes | Edats   | Dones |
| ----- | ------- | ----- |
| 0     | 95 o +  | 8     |
| 0     | 90 a 94 | 0     |
| 4     | 85 a 89 | 4     |
| 8     | 80 a 84 | 4     |
| 28    | 75 a 79 | 8     |
| 20    | 70 a 74 | 32    |
| 40    | 65 a 69 | 28    |
| 16    | 60 a 64 | 40    |
| 28    | 55 a 59 | 24    |
| 64    | 50 a 54 | 32    |
| 56    | 45 a 49 | 32    |
| 52    | 40 a 44 | 36    |
| 48    | 35 a 39 | 60    |
| 52    | 30 a 34 | 60    |
| 36    | 25 a 29 | 48    |
| 44    | 20 a 24 | 36    |
| 52    | 15 a 19 | 48    |
| 48    | 10 a 14 | 44    |
| 36    | 5 a 9   | 32    |
| 36    | 0 a 4   | 56    |

## Economia
El 2007 la població en edat de treballar era de 892 persones, 695 eren actives i 197 eren inactives. De les 695 persones actives 642 estaven ocupades (330 homes i 312 dones) i 53 estaven aturades (24 homes i 29 dones). De les 197 persones inactives 68 estaven jubilades, 84 estaven estudiant i 45 estaven classificades com a «altres inactius».

### Ingressos
El 2009 a Civrieux-d'Azergues hi havia 531 unitats fiscals que integraven 1.466 persones, la mediana anual d'ingressos fiscals per persona era de 21.773 €.

### Activitats econòmiques
Dels 121 establiments que hi havia el 2007, 5 eren d'empreses de fabricació de material elèctric, 6 d'empreses de fabricació d'altres productes industrials, 13 d'empreses de construcció, 48 d'empreses de comerç i reparació d'automòbils, 3 d'empreses de transport, 9 d'empreses d'hostatgeria i restauració, 1 d'una empresa d'informació i comunicació, 9 d'empreses financeres, 2 d'empreses immobiliàries, 13 d'empreses de serveis, 4 d'entitats de l'administració pública i 8 d'empreses classificades com a «altres activitats de serveis».
Dels 31 establiments de servei als particulars que hi havia el 2009, 1 era una oficina bancària, 5 tallers de reparació d'automòbils i de material agrícola, 1 taller d'inspecció tècnica de vehicles, 1 autoescola, 1 paleta, 2 guixaires pintors, 3 fusteries, 2 lampisteries, 2 electricistes, 1 empresa de construcció, 4 perruqueries, 6 restaurants, 1 agència immobiliària i 1 tintoreria.
Dels 13 establiments comercials que hi havia el 2009, 1 era un hipermercat, 1 un supermercat, 2 botigues de congelats, 1 una llibreria, 3 botigues de roba, 1 una botiga d'equipament de la llar, 1 una sabateria, 1 una botiga d'electrodomèstics, 1 un drogueria i 1 una floristeria.
L'any 2000 a Civrieux-d'Azergues hi havia 5 explotacions agrícoles.

## Equipaments sanitaris i escolars
El 2009 hi havia 2 escoles elementals. Civrieux-d'Azergues disposava d'un col·legi d'educació secundària amb 206 alumnes.

## Poblacions més properes
El següent diagrama mostra les poblacions més properes.